# Liste der Vizegouverneure von Utah

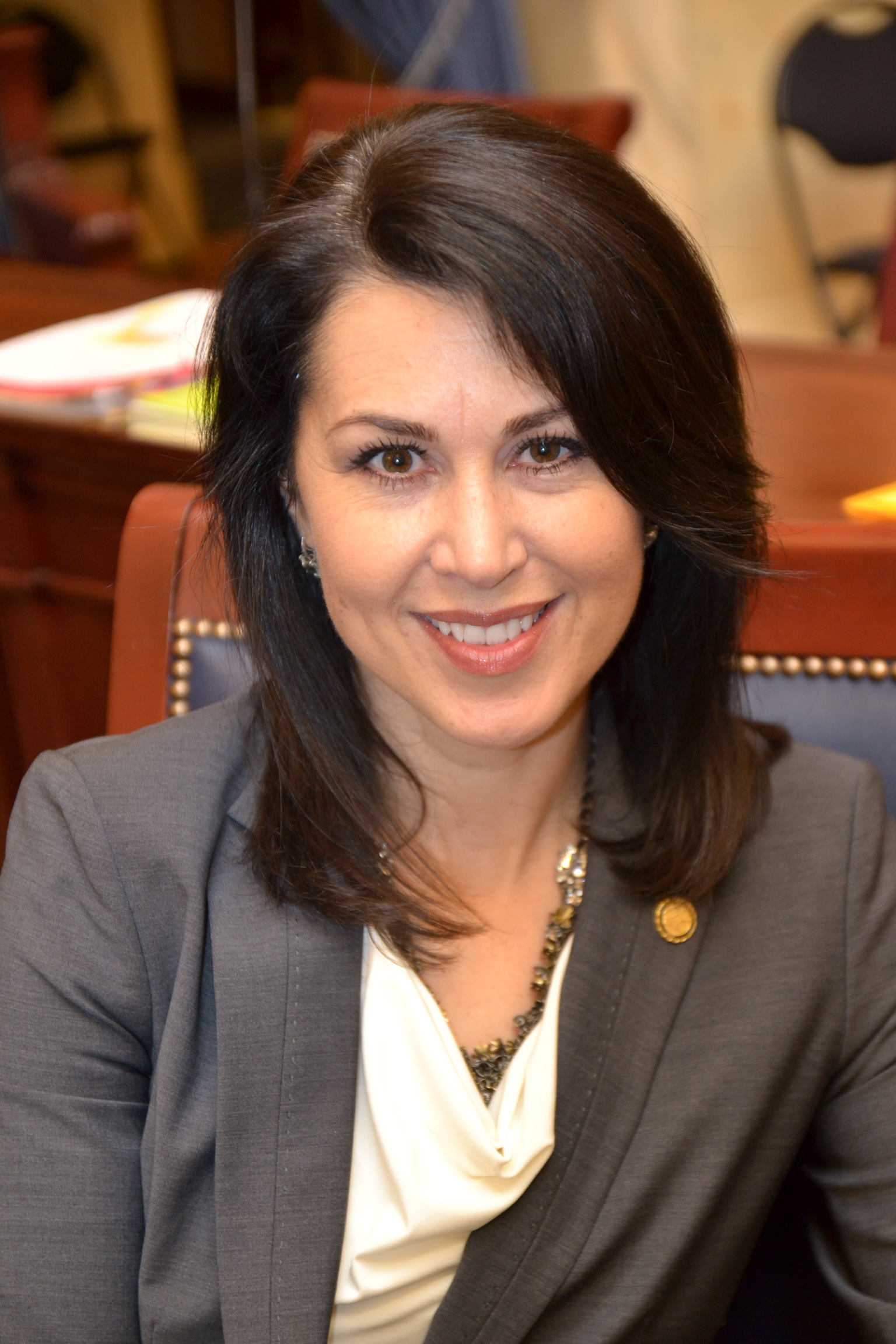
Deidre Henderson, derzeitige Vizegouverneurin von Utah

Das Amt des Vizegouverneurs (Lieutenant Governor) existiert im US-Bundesstaat Utah erst seit dem Jahr 1976. Als Stellvertreter des Gouverneurs hatte zuvor der Secretary of State fungiert. Dieses Amt wurde mit der Staatsverfassung von 1976 abgeschafft; Utah ist damit einer von drei Staaten, in denen auf diesen Posten verzichtet wird. Demzufolge fallen alle Aufgaben, die in anderen Bundesstaaten der Secretary of state ausfüllt, in den Zuständigkeitsbereich des Vizegouverneurs. Ihm obliegt damit auch die Aufsicht über alle Wahlen von kommunaler bis zu staatlicher Ebene in Utah.
| Name                         | Amtszeit  | Partei       |
| ---------------------------- | --------- | ------------ |
| Clyde L. Miller              | 1975–1977 | Demokrat     |
| David Smith Monson           | 1977–1985 | Republikaner |
| Wilford Val Oveson           | 1985–1993 | Republikaner |
| Olene Smith Walker           | 1993–2003 | Republikaner |
| Gayle F. McKeachnie          | 2003–2005 | Republikaner |
| Gary Richard Herbert         | 2005–2009 | Republikaner |
| Gregory S. Bell              | 2009–2013 | Republikaner |
| Spencer James Cox            | 2013–2021 | Republikaner |
| Deidre Marie Hulse Henderson | 2021–     | Republikaner |